# Louis-Sébastien Mercier
Louis-Sébastien Mercier (París, 6 de junio de 1740 - íd., 25 de abril de 1814) fue un prolífico escritor, dramaturgo y crítico francés del Prerromanticismo.

## Trayectoria
Hijo de una familia de la pequeña burguesía parisina, su padre era un negociante y fabricante de espadas natural de Metz. Hacia 1765, su gusto por el teatro y las novelas y su amistad con Crébillon hijo le empujaron a vivir de la pluma. Publicó unas Heroidas que no tuvieron éxito alguno, lo que le indispondría en el futuro contra el verso. Fue profesor de Retórica durante algún tiempo en Burdeos, y se mostró entonces como un gran antiilustrado escribiendo algunos ensayos críticos contra la reputación de Corneille, Racine, Boileau y Voltaire; en su Essai sur l'Art Dramatique (Ensayo sobre el arte dramático), defiende la creación de un teatro nacional atento a la vida cotidiana y la sociedad actual, y cuyo destinatario sea el pueblo común. 
En 1771, la publicación de la ucronía Año dos mil cuatrocientos cuarenta (L’An 2440, Londres (falso pie de imprenta), 1771) reveló la sensibilidad de Mercier ante su tiempo, al proponer algunas evoluciones en educación, moral y política que habrían de darse, algunas, poco después en la Revolución francesa. Esta obra curiosa fue prohibida por la autoridad (y también en España, más tarde); se recuerda porque marca un cambio en la literatura utópica, al sustituir el 'espacio' imaginario habitual por el 'tiempo' imaginario, pensado a partir de la Francia de esa época. Supone un viaje soñado, en el que el autor aparece 700 años después, y se encuentra en un mundo cambiado. Sin ser original, plantea reiteradamente la idea de historia-progreso, al aparecer en el año 2440, en un París profundamente transformado, donde se han limado todas las costumbres habituales.
En 1781 publicó de forma anónima el primer volumen de su Tableau de Paris, una obra donde redescubría a los franceses los encantos del Costumbrismo. A continuación se trasladó a Suiza, en parte para estar a salvo de los problemas que le provocaban sus particulares opiniones. Y enseguida publicó en Neuchâtel otros volúmenes de esta obra hasta completar los doce de que consta. Allí ahondó en el pensamiento del fallecido Jean-Jacques Rousseau, de quien era un fervoroso admirador, y escribió buena parte de su teatro y ensayos, estos últimos siempre contra la literatura antigua y los escritores franceses del XVII, entre otros Mon bonnet de nuit y Mon bonnet du matin. 
De vuelta en Francia a comienzos de la Revolución, se declaró amigo de la libertad y junto con Jean-Louis Carra publicó Annales Patriotiques y Chronique du Mois. Situado entre los moderados o girondinos, fue miembro de la Convención por el departamento de Sena y Oise y votó a favor de la detención de Luis XVI de Francia. Con el triunfo de los extremistas de la Montaña o jacobinos en 1793, fue arrestado y encarcelado con otros setenta y dos durante cerca de un año; fue liberado el 9 de Thermidor y ocupó su puesto en la Asamblea en 1795. 
Pasó como diputado del departamento del Norte al Consejo de los Quinientos, donde se opuso a los honores tributados a Descartes, a quien acusó de errores y de quien sin embargo había publicado un elogio en su juventud. También desacreditó a Voltaire, a quien acusó de haber destruido la moral, y se alzó contra la difusión de la enseñanza a las masas, lo que le valió el sobrenombre de «singe de Jean-Jacques». Estas contradicciones no fueron las únicas en Mercier: aunque había escrito contra la lotería, cuando fue restablecida aceptó en 1797 una plaza en su administración. Desde 1798 se fue retirando de la política.
Al salir del Consejo de los Quinientos, el 20 de mayo de 1797 fue nombrado profesor de historia de las Escuelas Centrales. Desde el puesto se dedicó a publicitar sin trabas sus opiniones amigas de toda novedad arcaica y contra los escritores clásicos. No respetaba ni siquiera a John Locke ni a Condillac, y se mostró adversario de todo descubrimiento científico o técnico, incluso del heliocentrismo de Nicolás Copérnico y la física de Isaac Newton. Defendió, por el contrario, que la tierra era redonda y plana y que el sol daba vueltas en torno a ella. También denigró las artes, llamando a las estatuas muñecas de mármol y atacó los cuadros de Rafael, Tiziano y Correggio por corruptores de la moral. 
En 1800 publicó Nouveau Paris en seis volúmenes, obra con la que pretendía continuar sus cuadros de costumbres y donde presentaba algunos detalles interesantes, pero quizá no exactos, de las costumbres durante la Revolución.
Compuso unas cuarenta piezas teatrales casi siempre en prosa, sobre todo tragedias. Otras obras importantes fueron Néologie, ou Vocabulaire de Mots nouveaux, à renouveler, ou pris dans des Acceptions nouvelles (2 vols., París, 1801) y su renombrada Año dos mil cuatrocientos cuarenta (L'An 2440, rêve s'il en fut jamais).

## Obras
- Hécube à Pyrrhus, héroïde, s.l. (1760)
- Hypermnestre à Lyncée, héroïde, s.l. (1762)
- Canacée à Macarée et Hypermnestre à Lyncée, héroïdes nouvelles par l’auteur d’Hécube, s.l. (1762)
- Philoctète à Péan, son père, héroïde, s.l. (1762)
- Crizéas et Zelmine, poème, s.l. (1763)
- Épître d’Héloïse à Abailard, imitation nouvelle de Pope, Londres (1763)
- Médée à Jason, après le meurtre de ses enfants, héroïde, suivi d’un morceau tiré de Dante, s.l. (1763)
- Sénèque mourant à Néron, héroïde, s.l. (1763)
- Le Bonheur des gens de lettres, discours, Burdeos (1763)
- Discours sur la lecture, París (1764)
- Saint-Preux à Wolmar après la mort de Julie, ou dernière lettre du roman de la Nouvelle Héloïse, París (1764)
- La Boucle de cheveux enlevée, poème héroï-comique de Pope, trad., Ámsterdam (1764)
- Héroïdes et autres Ginebra y París, La Vve Pierres (1765)
- Le Génie, poème, Londres y París (1766)
- Discours sur les malheurs de la guerre et les avantages de la paix, La Haya (1766)
- Histoire d’Izerben, poète arabe, trad. de l’arabe, Ámsterdam y París, Cellot (1766)
- Éloge de Charles V, roi de France surnommé Le sage, Ámsterdam (1767)
- Les Amours de Chérale, poème en six chants, suivi du bon génie, Ámsterdam (1767)
- Lettre de Dulis à son ami, Londres y París, Vve Duchesne (1767)
- L’Homme sauvage, histoire trad. de Pfeil, Ámsterdam (1767)
- La Sympathie, histoire morale, Ámsterdam (1767)
- Virginie, tragédie en cinq actes, Paris, Vve Duchesne (1767)
- Que notre Âme peut se suffire à elle-même, épître philosophique qui a concouru pour le prix de l’Académie française, en 1768, Londres (1768)
- Contes moraux, ou les hommes comme il y en a peu, Paris, Panckoucke (1768)
- Songes philosophiques, Londres et Paris, Lejay (1768)
- Zambeddin, histoire orientale, Amsterdam et Paris, Delalain (1768)
- Fragments d’un éloge de Henri IV, roi de France, París (1768)
- Les Cerises, conte en vers, Paris, Lejay (1769)
- Jenneval ou le Barnevelt français, drame en cinq actes et en prose, París (1769)
- Le Déserteur, drame en cinq actes et en prose, París, Lejay (1770)
- Songes d’un hermite, à l’Hermitage de Saint-Amour, París, Hardy (1770)
- Olinde et Sophronie, drame héroïque en cinq actes et en prose, París, Lejay (1770)
- L'An 2440, rêve s'il en fut jamais, Londres, 1772 (falso pie de imprenta, la edición se realizó probablemente en Francia en 1770 o 1771).[2][3]
- Le Faux Ami, drame en trois actes en prose, Paris, Lejay (1772)
- L’Indigent, drame en quatre actes en prose, Paris, Lejay (1772)
- Jean Hennuyer, évêque de Lisieux, drame en trois actes, Londres (1772)
- Du Théâtre ou Nouvel essai sur l’art dramatique, Amsterdam, E. van Harrevelt (1773)
- Childéric, premier roi de France, drame héroïque en trois actes, en prose, Londres et Paris, Ruault (1774)
- Le Juge, drame en trois actes, en prose, Londres y París, Ruault (1774)
- La Brouette du vinaigrier, drame en trois actes, Londres y París(1775)
- Nathalie, drame en quatre actes, Londres y París, Ruault (1775)
- Premier Mémoire par le Sieur Mercier contre la troupe des Comédiens français, París, Vve Herissant (1775)
- Mémoire à consulter et consultation par le Sieur Mercier contre la troupe des comédiens ordinaires du Roi, Paris, Clousier (1775)
- Molière, drame en cinq actes en prose, imité de Goldoni, Amsterdam et Paris (1776)
- Éloges et discours académiques qui ont concouru pour les prix de l’Académie française et de plusieurs autres académies, par l’auteur de l’ouvrage intitulé l’an deux mille quatre cent quarante, Ámsterdam (1776)
- Jezzenemours, roman dramatique, Ámsterdam (1776)
- Les Hommes comme il y en a peu et les Génies comme il n’y en a point, contes moraux orientaux, persans, arabes, turcs, anglais, français, etc., les uns pour rire, les autres à dormir debout, Nouv. éd. Bouillon, impr. de la Soc. Typographique, Neuchâtel (1776)
- Éloges et discours philosophiques, París (1776)
- Les Comédiens, ou le Foyer, comédie en un acte et en prose, París, Suc. Vve Duchesne (1777)
- De la Littérature et des littérateurs suivi d’un Nouvel examen de la tragédie française, Yverdon (1778)
- Théâtre complet, Ámsterdam (1778)
- La Vertu chancelante, ou la vie de Mlle d’Amincourt, Lieja y París (1778)
- Le Campagnard, ou le Riche désabusé, drame en deux actes et en prose, La Haya (1779)
- Le Charlatan, ou le docteur Sacroton, comédie-parade en un acte, en prose, La Haya y París, Vve Ballard et fils (1780)
- La Demande imprévue, comédie en trois actes, París, Vve Ballard y Vve Duchesne (1780)
- Tableau de paris, Hambourg et Neuchâtel, S. Fauche (1781)
- L’Homme de ma connaissance, comédie en deux actes et en prose, Ámsterdam y París, Vve Ballard et fils (1781)
- Le Gentillâtre, comédie en trois actes et en prose, Ámsterdam y París (1781)
- Le Philosophe du Port-au-Bled, s.l. (1781)
- Zoé, drame en trois actes, Neuchâtel, Impr. de la Société typographique (1782)
- Les Tombeaux de Vérone, drame en cinq actes, Neuchâtel, Impr. de la Société typographique (1782)
- La Destruction de la Ligue, ou la réduction de Paris, pièce nationale en quatre actes, Ámsterdam y París (1782)
- L’Habitant de la Guadeloupe, comédie en quatre actes, Neuchâtel, Impr. de la Société typographique (1782)
- Portraits des rois de France, Neuchâtel, Impr. de la Société typographique (1783)
- La Mort de Louis XI, roi de France, pièce historique, Neuchâtel (1783)
- Montesquieu à Marseille, Lausanne, J.-P. Heubach; y París, Poinçot (1784)
- Mon Bonnet de nuit, Neuchâtel, Impr. de la Société typographique (1784)
- Charles II, roi d’Angleterre, en certain lieu, comédie très morale en cinq actes très courts, par un disciple de Pythagore, Venecia [i.e. Paris] (1784)
- Les Hospices, s.l. (1784)
- L’Observateur de Paris et du royaume, ou Mémoires historiques et politiques, Londres (1785)
- Portrait de Philippe II, roi d’Espagne, Ámsterdam (1785)
- Histoire d’une jeune Luthérienne, Neuchâtel, Impr. Jérémie Vitel (1785)
- L'An 2440, rêve s'il en fut jamais, 2ª ed., con L’Homme de fer, songe, Ámsterdam (1786)
- Les Entretiens du Palais-Royal de Paris, París, Buisson (1786)
- Notions claires sur les gouvernements, Ámsterdam (1787)
- Songes et visions philosophiques, Ámsterdam y París (1788)
- Tableau de Paris, nouv. éd. corrigée et augmentée, Ámsterdam (1788)
- Les Entretiens du Jardin des Tuileries de Paris, París, Buisson (1788)
- La Maison de Molière, comédie en cinq actes et en prose, París, Guillot (1788)
- Lettre au Roi, contenant unprojet pour liquider en peu d’années toutes les dettes de l’État soulageant le peuple du fardeau des impositions, Ámsterdam y París, Marchands de nouveautés (1789)
- Adieux à l’année 1789, s.l. n.d. (1789)
- Le Nouveau Doyen de Killerine, comédie en trois actes, en prose, París (1790)
- Réflexions très importantes sur les nouvelles élections des municipalités, s.l. (1790)
- De Jean-Jacques Rousseau considéré comme l’un des premiers auteurs de la Révolution, París, Buisson (1791)
- Adresse de l’agriculture à MM. de l’Assemblée nationale régénératrice de l’Empire français, París, C.-F. Perlet (1791)
- Fragments de politique et d’histoire, París, Buisson (1792)
- Fictions morales, París, Impr. du Cercle social (1792)
- Le Vieillard et ses trois filles, pièce en trois actes en prose, París, Cercle social (1792)
- Le Ci-Devant Noble, comédie en trois actes, París, Impr. du Cercle social (1792)
- Réflexions d’un patriote: Ie sur les assignats ; IIe sur les craintes d’une banqueroute nationale ; IIIe sur les causes de la baisse des changes étrangers ; IVe sur l’organisation de la garde nationale ; Ve sur les finances et impositions ; VIe sur les assemblées primaires ; VIIe sur les droits de patentes avec une Adresse aux Français, Paris, Impr. H.-J. Janse (1792)
- Les Crimes de Philippe II, roi d’Espagne, drame historique, s.l. (1792)
- Isotisme ou le bon génie, poème en prose suivi de la Sympathie, histoire morale, París (1793)
- Opinion de Louis Sébastien Mercier sur Louis Capet, París, Impr. de Restif (1793)
- Philédon et Prothumie, poème érotique suivi de fragments des Amours de Chérale, París (1793)
- Timon d’Athènes en cinq actes, en prose, imitation de Shakespeare, París, Impr. T. Gérard (1794)
- Fénelon dans son diocèse, pièce dramatique en trois actes et en prose, París, marchands de nouveautés (1794)
- Discours de L.-S. Mercier prononcé le 18 floréal sur René Descartes, París, Impr. Nationale (1796)
- Rapport fait au nom d’une commission spéciale sur l’enseignement des langues vivantes, París, Impr. Nationale (1796)
- Second Rapport fait au nom d’une commission spéciale sur l’enseignement des langues vivantes, París, Impr. Nationale (1796)
- Rapport et projet de résolution au nom d’une commission, sur la pétition des peintres, sculpteurs, graveurs, architectes, relativement au droit de patente, Paris, Impr. Nationale
- Motion d’ordre et discours sur le rétablissement d’une loterie nationale, Paris, Impr. Nationale (1796)
- Opinion de L.-S. Mercier sur les sépultures privées, Paris, Impr. Bertrand-Quinquet (1796)
- Hortense et d’Artamon, comédie en deux actes et en prose, Paris, Cercle social (1797)
- Le Libérateur, comédie en deux actes, Paris, Cercle social (1797)
- Opinion de L.-S. Mercier sur le message du Directoire, converti en motion, tendant à astreindre les électeurs au serment décrété pour les fonctionnaires publics, Paris, Impr. Bertrand-Quinquet (1797)
- Le Nouveau Paris, Paris, Fuchs (1798)
- Mon Dictionnaire, s.l.n.d. (1798)
- L’An deux mille quatre cent quarante, rêve s’il en fût jamais, suivi de L’homme de fer, songe, Paris, Bresson et Casteret, Dugour et Durand (1799)
- Néologie ou vocabulaire de mots nouveaux, à renouveler ou pris dans des acceptions nouvelles, Paris, Moussard (1801)
- Histoire de France, depuis Clovis jusqu’au règne de Louis XVI, París, Cérioux et Lepetit jeune (1802)
- Satyres contre les astronomes, París, Terrelonge (1803)
- Charité, Versailles, Ph.-D. Pierres, París, Bossange, Masson et Besson (1804)
- De l’Impossibilité du système astronomique de Copernic et de Newton, París, Dentu (1806)
- L’Apollon Pythique, ou des Arts matériellement imitatifs, París (1806)
- Satyres contre Racine et Boileau, París, Hénée (1808)
- La Maison de Socrate le sage, comédie en cinq actes, prose, París, Duminil-Lesueur (1809)

## Literatura
- Paul Alkon. The Paradox of Technology in Mercier’s L’An 2440, in: Klaus L. Berghahn, Reinhold Grimm (Ed.), Utopian Vision, Technological Innovation and Poetic Imagination, Heidelberg 1990, pp. 43-62
- E. T. Annandale. Johann Gottlob Benjamin Pfeil and Louis-Sébastien Mercier, in: Revue de littérature comparée, Jg. 44 (1970): 444-459
- Léon Béclard. Sébastien Mercier. Sa vie, son œuvre, son temps. Avant la Révolution 1740-1789, Paris 1903
- Jean-Claude Bonnet (ed.) Louis Sébastien Mercier (1740-1814). Un hérétique en littérature, Paris 1995
- Fawzi Boubia. Theater der Politik — Politik des Theaters. Louis-Sébastien Mercier und die Dramaturgie des Sturm und Drang, Frankfurt am Main, Bern, Las Vegas 1978.
- Gregory S. Brown. Scripting the Patriotic Playwright in Enlightenment-Era France. Louis-Sébastien Mercier’s Self-Fashionings between „Court“ and „Public“, in: Historical Reflections 26 (2000) ( 1): 31-58
- Jürgen Fohrmann. Utopie und Untergang. L.-S. Merciers L’An 2440, in: Klaus L. Berghahn, Hans U. Seeber (eds.) Literarische Utopien von Morus bis zur Gegenwart, Königstein/Ts. 1983: 105-124
- Hermann Hofer (ed.) Louis-Sébastien Mercier précurseur et sa fortune, Múnich 1977
- Joseph Jurt. Das Bild der Stadt in den utopischen Entwürfen von Filarete bis L.-S. Mercier, in: Literaturwissenschaftliches Jahrbuch 27 (1986): 233-252
- Kossellek, Reinhart. „Verzeitlichung der Utopie“, in: Voßkamp, Wilhelm (Hg.): Utopieforschung. Dritter Band, Frankfurt: Suhrkamp, 1985, 1-14
- Till R Kuhnle. "Die Beharrlichkeit des Millenarismus", in: Vier Studien zur Pathogenese literarischer Diskurse, Tübingen: Stauffenburg (colloquium) 2005, 224-233. ISBN 3-86057-162-1 [behandelt Merciers L'An 2440 en el contexto de la tradición milenaria de la filosofía de la historia]
- Henry F. Majewski. The Preromantic Imagination of L.-S. Mercier, New York 1971
- Enrico Rufi. Le rêve laïque de Louis-Sébastien Mercier entre littérature et politique, Oxford 1995
- Andreas Urs Sommer. Sinnstiftung durch Geschichte? Zur Entstehung spekulativ-universalistischer Geschichtsphilosophie zwischen Bayle und Kant, Basel 2006, 268-291
- Paola Vecchi. La balance et la mort. Progrès et compensation chez Louis-Sébastien Mercier, in: Studies on Voltaire and the Eighteenth Century 264 (1989), 905-908
- Everett C. Wilkie Jr. Merciers L’An 2440. Its Publishing History During the Author’s Lifetime, in: Harvard Library Bulletin 32 (1984), 5-25 & 348-400